# Брамсен, Хенри
Хенри Брамсен (дат. Henry Bramsen; 3 октября 1875, Копенгаген — 28 января 1918, Копенгаген) — датский виолончелист. Сын Альфреда Брамсена.
Учился в Копенгагене у Альберта Рюдингера, затем окончил Лейпцигскую консерваторию, ученик Юлиуса Кленгеля. Дебютировал как концертный исполнитель в 1894 г., в 1897 г. получил звание королевского камерного музыканта. Много гастролировал в различных странах Европы, в том числе в Санкт-Петербурге. В 1906—1909 гг. работал в США, где некоторое время был первой виолончелью Питтсбургского оркестра, а также выступал как ансамблист (фортепианное трио с Паоло Галлико и Александром Заславским).
Был дружен с художником В. Хаммерсхёем, написавшим его портрет (1893). Брамсену посвящена соната для виолончели и фортепиано Луи Гласса.
С 1903 г. на протяжении нескольких лет был женат на певице Марте Сандал, концертировал вместе с ней. Сестра, Карен Брамсен (1877—1970) — скрипачка.